# Однополые браки в Швеции
Однополые браки в Швеции заключаются на государственном уровне с 1 мая 2009 года. Это является результатом нового (нейтрального в отношении пола супругов) закона о браке, принятого шведским парламентом 1 апреля 2009 года. Закон был одобрен 261 голосом парламентариев при 22 голосах против и 16 воздержавшихся. Только одна партия (Христианско-демократическая партия) из семи, заседающих в парламенте, выступила против. Таким образом, Швеция стала седьмой страной в мире, в которой однополые браки узаконены на общенациональном уровне.
С 1995 года в Швеции действовал специальный закон о зарегистрированном партнёрстве для однополых пар. В 2002 году однополым парам было разрешено усыновлять детей. В 2003 году перечень прав таких союзов был законодательно уравнен с браком. С принятием нового закона уже зарегистрированные партнёрства остаются в силе и могут быть преобразованы в брак путём подачи письменного заявления, либо через официальную церемонию. Новые зарегистрированные партнёрства более не заключаются.
Общественная поддержка возможности однополых браков в 2006 году составляла в Швеции 71 % населения. Согласно опросу, проведенному в 2015 году, 90 % опрошенных считали, что однополые браки должны быть узаконены по всей Европе, 7 % — нет.
22 октября 2009 года Ассамблея Лютеранской церкви Швеции 176 из 249 голосов дала согласие на однополые браки. Церковь Швеции благословляла однополые партнёрства с 2007 года. Швеция стала одной из первых стран в мире, где однополые браки разрешены господствующей церковью. Венчания для однополых пар стали доступны с 1 ноября 2009 года.
Согласно правительственному агентству Statistiska Centralbyrån, в 2013 году 498 мужчин и 652 женщины вступили в однополый брак. Всего на конец 2013 года 3962 мужчины и 4883 женщины жили в однополом браке или зарегистрированном партнёрстве. Статистика не учитывает иностранцев, поэтому цифры нечётные. В конце 2017 года 6837 женщин и 5321 мужчина жили в однополом браке или зарегистрированном партнёрстве. Средний возраст женщин, впервые вступивших в брак, составлял 34 года, тогда как средний возраст мужчин составлял 41 год. Первоначально больше мужчин, чем женщин, регистрировали свои отношения. В 2003 году эта тенденция была нарушена, и с 2005 года больше женщин, чем мужчин, регистрировали отношения каждый год.

## Интересные факты
В сентябре 2010 года авиакомпания SAS объявила о розыгрыше путевки в США и заключением однополого брака в воздушном пространстве Швеции на маршруте Стокгольм — Нью-Йорк и медового месяца в Калифорнии. В декабре 2010 года прошла первая брачная церемония на борту самолета двух пар: мужской из Германии и женской — из Польши, выбранных по итогам интернет-голосования.